# 亞歷克西斯鎮區 (內布拉斯加州巴特勒縣)
亞歷克西斯鎮區（英語：Alexis Township）是位於美國內布拉斯加州巴特勒縣的一個行政鎮區。

## 地方資料
亞歷克西斯鎮區的面積為81.53平方千米，當中陸地面積為81.26平方千米，而水域面積為0.27平方千米。根據2020年美國人口普查的數據，當地共有人口717人，而人口密度為每平方千米8.79人。